# Akita Shinkansen

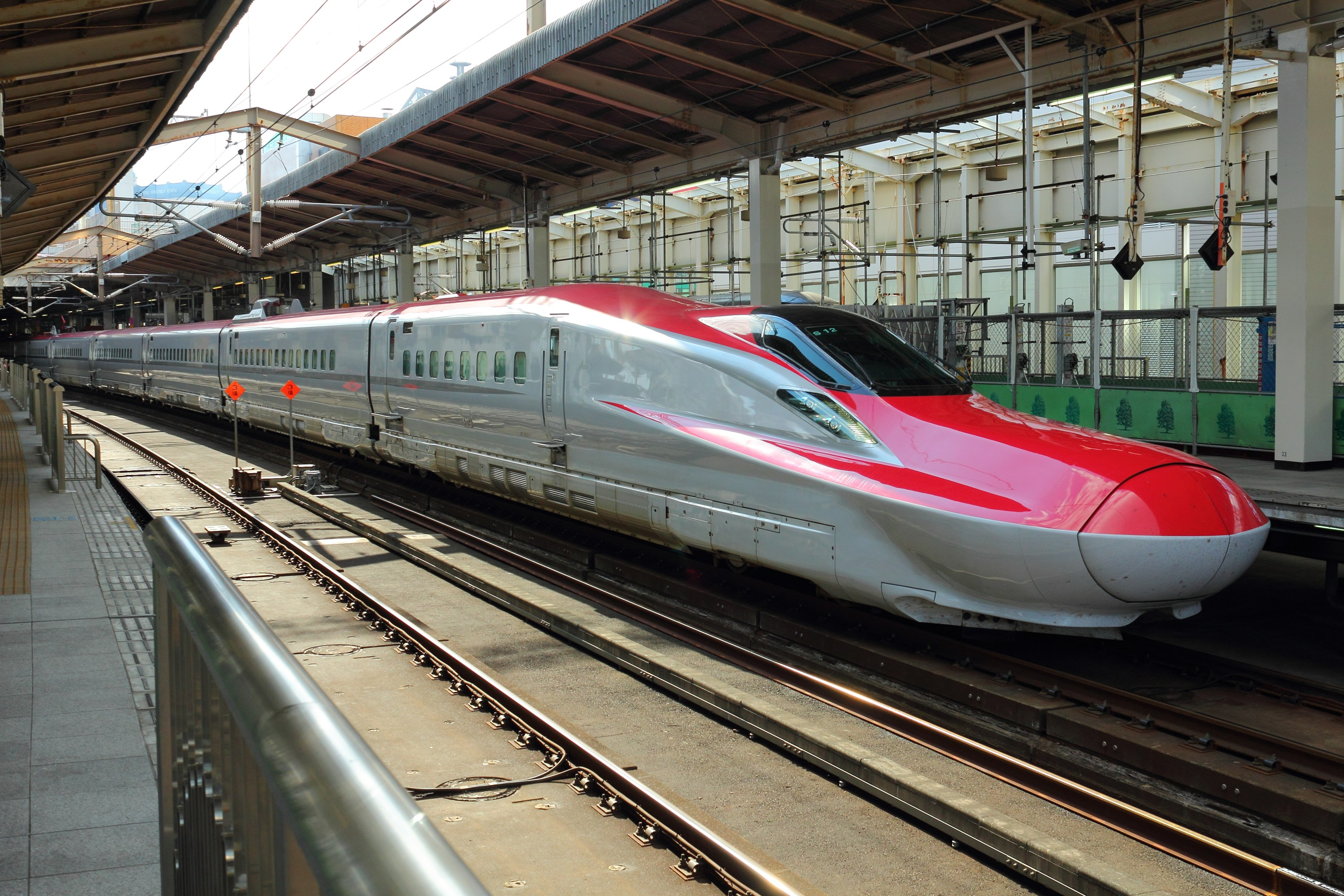
Komachi

A linha Akita Shinkansen (秋田新幹線) é uma linha mini-Shinkansen na ilha de Honshū, a maior ilha do Japão. Servindo as regiões de Kanto e Tōhoku, liga a estação de Tóquio e de Akita (na cidade de Akita, prefeitura de Akita) com serviço directo. De Tóquio até Morioka (na prefeitura de Iwate), opera na linha Tōhoku Shinkansen. Daí até Omagari, circula na linha Tazawako. O último troço da viagem faz-se na linha principal de Ōu.
O troço entre Morioka e Akita abriu ao serviço a 22 de Março de 1997.
Entre março de 2013 e Março de 2014, a JR EAST substituiu a frota de 26 trens da séries E3-0 por modernos trens da série E6, capazes de operar a 320 km/h entre Utsonomiya e Morioka, correspondente ao Tōhoku Shinkansen. Os trens da série E6 Diferem dos trens da série E3-0 por terem 07 carros, contra 06 carros da série E3-0. Também nessa data, os trens que prestam serviços no serviço Komachi, deixaram de operar acoplados entre Tokyo - Morioka com os trens do serviço Hayate, e começaram a operar em conjunto com os trens do serviço Hayabusa.
Com o upgrade na frota e com aumento no tempo de velocidade, o tempo de viagem caiu cerca de 20 minutos, com a viagem mais rápida entre Tokyo x Akita tendo 3h45, contra 4h00 feita pelas composições da série E3.
Entre Tóquio e Morioka, as estações são as mesmas das da linha Tōhoku Shinkansen.